# Cyclocross-Weltmeisterschaften 1976
Die Cyclocross-Weltmeisterschaften 1976 wurden am 25. Januar im französischen Chazay-d’Azergues ausgetragen. Der Parcours lag auf den Hängen und Wiesen unterhalb des Orts, Start und Ziellinie waren in der Ortsmitte.

## Ergebnisse

### Profis
| Platz | Land       | Sportler           |
| ----- | ---------- | ------------------ |
| 1     | Schweiz    | Albert Zweifel     |
| 2     | Schweiz    | Peter Frischknecht |
| 3     | Frankreich | André Wilhelm      |

### Amateure
| Platz | Land        | Sportler            |
| ----- | ----------- | ------------------- |
| 1     | Deutschland | Klaus-Peter Thaler  |
| 2     | Belgien     | Robert Vermeire     |
| 3     | Deutschland | Ekkehard Teichreber |